# Base Aérea de Nellis
A Base Aérea de Nellis é uma base da Força Aérea dos Estados Unidos (USAF) situada em uma região censo-designada, com o mesmo nome, no estado americano de Nevada, no Condado de Clark.

## Demografia
Segundo o censo americano de 2010, a sua população era de 3 187 habitantes.

## Geografia
De acordo com o United States Census Bureau tem uma área de 8,0 km², dos quais 8,0 km² cobertos por terra e 0,0 km² cobertos por água.

## Localidades na vizinhança
O diagrama seguinte representa as localidades num raio de 20 km ao redor da Nellis AFB. 